# Азарова, Светлана Анатольевна
Светлана Анатольевна Азарова (укр. Світлана Анатоліївна Азарова, 9 января 1976, Измаил) — украинский композитор.

## Биография
Закончила музыкально-педагогический факультет Южноукраинского педагогического университета имени К. Д. Ушинского (1996), Одесскую государственную консерваторию под руководством Кармеллы Цепколенко (2000).
В 1996—1997 годах занималась на Международных летних курсах, организованных в г. Чески Крумлов Мареком Копелентом, посещала мастер-классы М. Копелента, Луиса де Пабло, Поля Мефано и других. Позже училась в Польше, Германии, Нидерландах. Участвовала в международных музыкальных фестивалях на Украине, в России, Азербайджане, Польше, Германии, Австрии, Нидерландах. Позже в том же году Дрезденский музыкальный центр (DZZM) пригласил Светлану принять участие в стипендиальной программе Dresdner Tage der zeitgenössischen Musik,. Получила степень магистра в Амстердамской консерватории (2007), где училась у Тео Лувенди.
Живёт в Гааге. Сын Александр 2008г

## Профессиональный статус
Член Союза композиторов Украины, международной Ассоциации новой музыки, Союза нидерландских композиторов и др. Художественный директор международной некоммерческой организации Talent-aid International.

## Избранные сочинения
- 1999
  - Symphonic Poem для большого симфонического оркестра
  - Diagram для 5 виолончелей
  - Punished by Love для сопрано и фортепиано, на стихи Людмилы Олийнюк (рус.)
  - Sonata-Diptych для кларнета и фортепиано
- 2000
  - Seller of the Glass Christmas Trees для флейты соло
  - The Dance of Birds для струнного оркестра
  - Chronometer для фортепиано
- 2001
  - As for the Clot it is Slowly… для трубы соло
- 2002
  - In the Icy Loneliness для двух виолончелей
  - …is there no alternative for you? для ансамбля
  - Profile of Time для ансамбля
  - Axis of Every Karuss… для кларнета, фортепиано и виолончели
- 2003
  - Go-as-you-please для ансамбля
  - Symphonic Lana Sweet для большого симфонического оркестра
  - Slavic Gods для флейты, кларнета, аккордеона и виолончели
  - West — East для ансамбля
  - Times of high vibrations для двух флейт
  - Don’t go: not now для флейты, гобоя и фагота
  - Feet on Fire для двух ударников
  - Festina Lente для 4 кларнетов
  - Funk Island для бассетгорна и фортепиано
- 2004
  - Outvoice, outstep and outwalk для баскларнета
  - Asiope для ансамбля
- 2005
  - Hotel Charlotte для струнного квартета
  - Dive для скрипки и фортепиано
  - The Violinist’s morning espresso для скрипки
- 2006
  - Sounds from the Yellow Planet для ансамбля и записи виртуоза горлового пения Николая Ооржака
  - Model Citizens для виолончели и фортепиано
  - Valentina’s Blues для фортепиано
- 2007
  - 300 steps above для карильона
  - Trojaborg для кларнета соло
  - Epices для сопрано, баскларнета, труды, перкуссии, фортепиано и скрипки
  - Onderdrukte Haast для квинтета духовых
  - On Tuesdays для ансамбля на стихи Д.Хармса
- 2008
  - From this kind… для хора, духовых и перкуссии на слова О.Забужко
  - Beyond Context для камерного оркестра
- 2010
  - Pure thoughts transfixed для симфонического оркестра
- 2011
  - I fell into the sky… для альта
  - Mover of the Earth, Stopper of the Sun for symphony orchestra (overture), commissioned by ONDIF, посвящается Николаю Копернику; премьера в Нидерландах силами Нидерландского филармонического оркестра под управлением Марка Альбрехта планируется в марте 2014
- 2013
  - Concerto Grosso для скрипки, альта и струнного оркестра